# Li Kui (Au bord de l'eau)
Pour les articles homonymes, voir Li Kui.

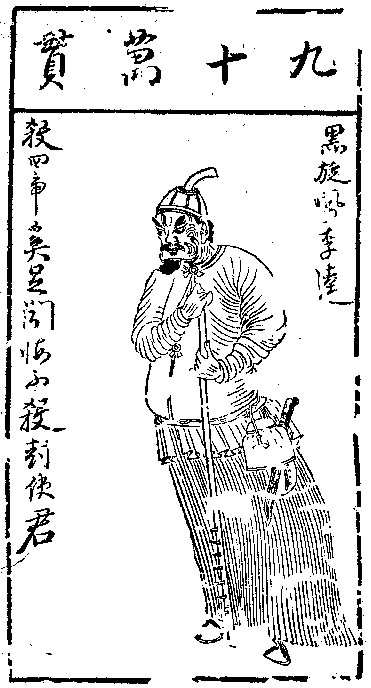
Une illustration de Li Kui par Chen Hongshou

Li Kui (chinois : 李逵) est un personnage du roman Au bord de l'eau, un des quatre grands romans classiques de la littérature chinoise, avec l'Histoire des Trois Royaumes, le Voyage en Occident et le Rêve dans le Pavillon rouge. Il est surnommé le Tourbillon noir et se trouve à la 22e place des 36 astres célestes.

## Biographie fictive
Originaire du village de Baizhang (百丈 村) du district de Yishui, dans l'actuelle préfecture de Linyi. Sa peau sombre et sa puissance au combat, où il manie deux haches, lui valent le surnom de Tourbillon Noir. Son tempérament et sa force hors mesures lui valent également l'autre sobriquet de Bœuf de fer (Tie-niu) assez évocateur par lui-même, mais pouvant également être rapproché du folklore chinois.
En effet, selon Jacques Dars, le surnom bœuf de fer peut aussi évoquer les bœufs métalliques qui selon la croyance chinoise avaient le pouvoir de stabiliser la terre ou les eaux. Par exemple, dans la préfecture de Shen, au Henan il y avait un dispositif de type Bœuf de fer, sorte de barrage permettant de retenir les rapides du fleuve Jaune au débouché des passes.
Bien qu’immoral et très turbulent, sa loyauté sans faille et son courage sans mesure sont appréciés par Song Jiang avec qui il est lié par une amitié particulière.

## Sources
1. ↑  Shi, Nai'an (1290?-1365?). et Dars, Jacques (1941-2010)., Au bord de l'eau. 1 = hui-hu-zhuan (ISBN 2-07-040220-7 et 978-2-07-040220-5, OCLC 493038540, lire en ligne)